# Mai Thị Ánh Tuyết
Mai Thị Ánh Tuyết (sinh ngày 1 tháng 12 năm 1960) là một nữ chính trị gia người Việt Nam. Bà hiện là đại biểu quốc hội Việt Nam khóa XIV nhiệm kì 2016-2021, thuộc đoàn đại biểu quốc hội tỉnh An Giang, Ủy viên Ủy ban Kinh tế của Quốc hội, Phó Chủ tịch Liên hiệp các Hội khoa học và Kỹ thuật tỉnh An Giang. Bà đã trúng cử đại biểu quốc hội năm 2016 ở đơn vị bầu cử số 2, tỉnh An Giang gồm các huyện Châu Phú, Châu Thành được 218.388 phiếu, đạt tỷ lệ 69,35% số phiếu
hợp lệ.

## Xuất thân
Mai Thị Ánh Tuyết sinh ngày 1 tháng 12 năm 1960 quê quán ở xã Mỹ Luông, huyện Chợ Mới, tỉnh An Giang.
Bà hiện cư trú ở Số 197, đường Lý Thái Tổ, tổ 9, phườ ng Mỹ Long, thành phố Long Xuyên, tỉnh An Giang.

## Giáo dục
- Giáo dục phổ thông: 12/12
- Đại học Kinh tế chuyên ngành nông nghiệp
- Tiến sĩ Kinh tế - Ngành: Kinh tế - quản lý nền kinh tế Quốc dân
- Cao cấp lí luận chính trị

## Sự nghiệp
Bà gia nhập Đảng Cộng sản Việt Nam vào ngày 24/4/1990 (chính thức 24/4/1991).
Bà từng là đại biểu hội đồng nhân dân Tı̉nh An Giang khóa VIII.
Bà từng là đại biểu Quốc hội Việt Nam khóa XII tỉnh An Giang, kiêm Uỷ viên Ủy ban Kinh tế của Quốc hội, Phó Giám đốc Sở Khoa học và Công nghệ tỉnh An Giang.
Bà từng là đại biểu Quốc hội Việt Nam khóa XIII tỉnh An Giang, kiêm Tỉnh ủy viên; Giám đốc Sở Công thương tỉnh An Giang; Ủy viên Uỷ ban Kinh tế của Quốc hội..
Khi ứng cử đại biểu Quốc hội Việt Nam khóa XIV vào tháng 5 năm 2016 bà đang là Phó Chủ tịc Liên hiệp các Hội khoa học và Kỹ thuật tỉnh An Giang, làm việc ở Liên hiệp các Hội khoa học và Kỹ thuật tỉnh An Giang.
Bà đã trúng cử đại biểu quốc hội năm 2016 ở đơn vị bầu cử số 2, tỉnh An Giang gồm các huyện Châu Phú, Châu Thành được 218.388 phiếu, đạt tỷ lệ 69,35% số phiếu
hợp lệ.
Bà hiện là Phó Chủ tịch Liên hiệp các Hội khoa học và Kỹ thuật tỉnh An Giang, Ủy viên Uỷ ban Kinh tế của Quốc hội.
Bà đang làm việc ở Liên hiệp các Hội khoa học và Kỹ thuật tỉnh An Giang.